# عمر سمرة
عمر شريف سمرة (11 أغسطس 1978 -) هو أول مصري وأصغر عربي يصعد إلي جبل إفرست حيث وصل إلي قمة الجبل يوم 17 مايو 2007 في تمام ال 9:49 صباحا بتوقيت نيبال (حوالي 7:19 صباحا بتوقيت القاهرة). اُختير في 5 ديسمبر 2013، من قبل شركة آكس ليصبح رائد فضاء ليكون بالتالي أول مصري يذهب للفضاء في 2014.

## النشأة
ولد عمر بلندن في 11 أغسطس 1978 ولم يتجاوز عمره الأسابيع القليلة حين أنتقل بعدها إلي القاهرة. تخرج من مدرسة الألسن وحصل عام 2000 علي درجة البكالوريوس في الاقتصاد وإدارة الأعمال من الجامعة الأمريكية بالقاهرة، ذلك بالإضافة إلي درجة الماجستير الحاصل عليها في إدارة الأعمال من كلية لندن لإدارة الأعمال عام 2007. في الفترة ما بين حصوله علي البكالوريوس والماجستير عمل عمر في مصرف الإتش إس بي سي فرعي لندن وهونغ كونغ لمدة عامين ونصف وذلك قبل شروعه في القيام برحلة ال370 يوم في أنحاء آسيا وأمريكا اللاتينية (14 دولة). لدي العودة من رحلته التي استغرقت عاما، استأنف عمر عمله في مجال الخدمات المصرفية بلندن ليبدأ بعدها بعام ونصف إتمام برنامج ماجستير إدارة الأعمال والذي انتهي منه في مارس 2007. فور إتمامه برنامج الماجستير انطلق عمر في رحلة استغرقت التسع أسابيع ونصف إلي القمة إفرست عاد بعدها إلي القاهرة للعمل مع أكتس في مجال الأسهم الخاصة.
في مايو 2009 أسس عمر وايلد جوانابانا للسياحة، أول شركة سياحة شرق أوسطيه وشمال أفريقية تخلو أعمالها ورحلاتها من آثار الكربون وتتخصص في تنظيم رحلات سفر تتميز باللا تقليدية، الغرابة وروح المغامرة. الشركة تمتلك مكاتب بالقاهرة ودبي ويعيش عمر حاليا بين البلدين.

## التسلق والرحلات
في عمر السادسة عشر تسلق عمر أول جبل ثلجي في الألب السويسرية، الرحلة التي ألهمته ليقرر بعدها رغبته في تسلق إفرست يوما ما. بدا الهدف وقتها غير واقعي خاصة وأن عمر قد أصيب بربو شديد في الحادي عشر من عمره. بعد تجربته في سويسرا، بدأ عمر التسلق علي نطاق واسع في المملكة المتحدة، الهيمالايا، جبال الألب، الأنديز، باتاغونيا والنطاقات الجبلية الأمريكية الوسطي كما شملت رحلاته اجتياز غابة كوستاريكا خلال 3 أسابيع، ركوب الدراجات في أنحاء جبال الأطلس المغربية وحول الأندلس بأسبانيا ومن لندن إلي باريس. سافرعمر إلي أكثر من 60 دولة كما قام بنشر كتابات حول رحلاته باللهجتين الإنجليزية والعربية ويعمل حاليا علي إصدار أول كتبه حول الموضوع ذاته.

## النجاح على قمة إفرست
عام 2007 انضم عمر إلي بن ستيفنز (إنجلترا)، فيكتوريا جايمس (ويلز) وجريج مود (جنوب أفريقيا) من أجل التحضير لتسلق إفرست من جهته الجنوبية وكانوا جميعهم تحت قيادة المتسلق كينتون كول (إنجلترا) والذي غزا القمة إفرست عشر مرات.
كان اللقاء الأول بين عمر وبن في كلية لندن لإدارة الأعمال أثناء تحضير كل منهم للماجستير في وقت كان عمر قد أنهي لتوه رحلة تسلقه الثانية في جبال الأنديز ببيرو وقرر «تعطيل فكرة التسلق» علي حد قوله، والتفرغ للماجستير. لم يكن عمر يعلم أن بعدها بشهر ونصف فقط سوف تتغير جميع الخطط ليصبح إفرست هدفه لعام 2007 وذلك فور تلقيه بريدا إليكترونيا مرسل علي مستوي الجامعة من بن للبحث عن الراغبين في خوض تجربة إفرست.
في البداية أظهرت حوالي ما بين 30 إلي 40 مجموعة حماسهم ورغبتهم في الأمر ولكن بعد شهر من التدريب، التخطيط ورحلة تسلق في الشتاء الإسكتلندي تضاءل الرقم سريعا إلي 4 أصبحوا فيما بعد فريق إفرست وتدربوا سويا فترة ال 18 شهر التي سبقت الرحلة إلي إفرست. خلال الأشهر التحضيرية تسلق عمر جبال الألب علي نحو متسع كما سعي لتسلق تشو أويو (سادس أعلي قمة في العالم) ولكنه لم ينجح في الصعود إلي قمة ال 8,201 متر (مخيم 2، 7200 متر) لعدم تعافيه كليا من مرضه الذي دام شهرين ونصف خسر خلالهم أكثر من 10 كيلوجرامات من وزنه، وذلك كله 3 أشهر فقط قبل رحلة إفرست.
بدأت مسيرة إفرست يوم 25 مارس 2007 واستغرقت أكثر من 9 أسابيع وفي 17 مايو تحديدا ال 9:49 صباحا بتوقيت نيبال أصبح عمر أول مصري وأصغر عربي يتسلق قمة إفرست البالغ ارتفاعها 8,850 متر، كما أنه بذلك أصبح أول عربي يتسلق الجبل من جهته الجنوبية النيبالية وهو ذات الطريق الذي سلكه من قبل السير ادموند هيلاري وشيربا تينزينج عام 1953.

## بريق الرحلة
حين سُئل عمر عن العامل الذي أثار فكرة إفرست، أجاب:
«يعتبر إفرست واحدا من، إن لم يكن، أصعب التحديات الإنسانية. كنت متحمسا كثيرا للتسلق وأنا شديد الإيمان بوجوب تحدي كل منا دائما لتصوره الشخصي عن حدود قدراته. بدا إفرست تحديا لاعقلانيا لمصري، فاحتضنته بكل اخلاص ونما هذا الشعور داخلي حين تفاجئت حتي بعدم محاولة أي مصري خوض التجربة. منذ تلك اللحظة، أصبحا الرغبة والفخر بتمثيل بلدي ورفع العلم المصري فوق أعلي الأماكن علي وجه هذه الأرض دائما أمام عيني».

## جبل كليمنجارو
في أبريل 2008 تسلق عمر جبل كليمنجارو، أعلي قمة أفريقية (تانزانيا)، عبر طريق الماشام وقد وصل عدد مرات تسلقه هذا الجبل إلي الآن 5. في سبتمبر 2010 قاد عمر 25 متسلقا من خمس جنسيات مختلفة أغلبها العربي إلي قمة أفريقيا وقد نجح الفريق بالكامل في الوصول إلي القمة بالإضافة إلي جمع مبلغ 150 ألف دولار لصالح الإعاقة العقلية في مصر.

## جبل إلبروس
في أغسطس 2008 نجح عمر وفريقه في الوصول إلي قمة إلبروس أعلي قمة أوروبية (روسيا) رغم ما لقوه من وضع غير مستقر حيث اندلعت خلافات و«حرب» بين روسيا وجورجيا فقط علي بعد 10 كليومترات من الجبل وذلك يوما قبل التسلق، كما واجه الفريق اسوأ طقس تشهده المنطقة منذ أكثر من 10 سنوات حيث انخفضت الحرارة إلي (30-) درجة مئوية، رياح بسرعة 100 كيلومتر في الساعة وانخفض معدل الرؤية لأقل من 5 أمتار.

## كارستنز بيراميد
في أبريل 2009 تسلق عمر كارستنز بيراميد أعلي قمة أسترالية (إندونيسيا). في طريقهم إلي الجبل قضي عمر وفريقه أياما لاجتياز الغابة الكثيفة والمستنقعات وتكرر الأمر ذاته في طريق العودة، كما شهدت تلك الرحلة منذ البداية خلافات عديدة بين القبائل المختلفة التي شكلت فريق العتال. في كثير من المواقف كان يتم إرسال الفريق إلي معسكره مع حملة الرمح من السكان المحليين. عادات وتقاليد بابوا الغربية كانت حقا بالأمر الشائك.

## أكونجاجوا
في يناير 2011 أصبح عمر ثاني عربي في التاريخ بعد مكسيم شعيا يتسلق أكونجاجوا سولو، أعلي قمة بأمريكا الجنوبية (الأرجنتين) وبمفرده دون أي دعم. بدأ عمر رحلة التسلق يوم 20 يناير 2011 ولم يكن علي أي علم بأحداث الثورة التي اندلعت في بلده يوم 25 من الشهر ذاته. حاول عمر يوم 28 الاتصال بعائلته في القاهرة ليفاجئ بانقطاعا تاما في الخطوط التليفونية ولم يدرك حقيقة الأحداث إلا عند دخوله شبكة الإنترنت عبر القمر الصناعي. بعد قطع ثلاثة أرباع المسافة إلي القمة عاش عمر الصراع بين العودة للتواجد في ميدان التحرير أو استكمال رحلته ليقرر في النهاية استكمال الرحلة، وبالفعل رفع عمر العلم المصري فوق أعلي قمة في العالم خارج منطقة الهيمالايا في الأول من فبراير 2011 لتظهر بوضوح تلك الكلمات المسطورة فوق العلم: (مصر للشعب).

## الفوز بمسابقة «آكس أبولو للفضاء الخارجي»
فاز في 5 ديسمبر 2013 بمسابقة «آكس أبولو للفضاء الخارجي» التي شارك فيها 112 متسابقا من جميع أنحاء العالم.